# Tama (strip)
Tama je 34. epizoda strip serijala Dilan Dog. Objavljena je u bivšoj Jugoslaviji kao specijalno izdanje Zlatne serije u izdanju Dnevnika iz Novog Sada u maju 1990. godine. Koštala je 10,5 dinara (1,5 DEM; 1 $). Imala je 94 strane.

## Originalna epizoda
Naslov originalne epizode glasi Il buio. Objavljena je premijerno u Italiji 14. jula 1989. u izdanju Bonelija. Epizodu je napisao Klaudio Kjaveroti, a nacrtao Delo Pjeranjoni. Naslovnicu je nacrtao Klaudio Vila (poznat po serijalu Teks Viler i Marti Misterija).

## Kratak sadržaj
Prolog. London, 1979. Devojčica Keli Volš (10 godina) večera sa ocem. Ne želi da pojede supu od povrća. Otac je za kaznu odvodi u mračnu sobu. Keli se boji mraka i moli oca da je ne odvodi u sobu. Otac joj preti Voštanim čovekom, koji živi u tami i krade bezobraznu decu, a potom ih ubija. Iz tame nakon toga zaista izlazi Voštani čovek, koji nožem ubija Kelinog oca. Nakon toga objašnjava Keli da ga je dozvao njen strah, te da će zauvek ostati uz nju.
Glavna priča. Deset godina kasnije (1989. god), Keli dolazi kod Dilana i traži od njega da istraži slučaj ubistva njenog oca jer se Voštani čovek vratio i posetio je jedne noći sa pretnjom da će joj iskopati oči. Naredne noći, Voštani čovek se pojavljuje i ubija Kelinog ljubavnika Breta i preti Keli da će je ubiti jer se obratila Dilanu za pomoć. Keli je prijavila ubistvo Skotland Jardu, ali je policija osumnjičila nju za ubistvo. Blok zove Dilana u pomoć. Dilan vadi Keli iz zatvora ali sreće Kelinu tetku koja smatra da je Dilan šarlatan i otkazuje mu aranžman sa Keli uz najavu da će je odvesti kod dr. Stivensa. Dilan posećuje Ričarda Stivensa, psihijatra. Stivens izlaže Dilanu teoriju o personifikaciji čudovišta koja najpre nastaju u ljudskoj mašti. Blok zove Dilana da istraži slučaj Monika Dauning, koja je ubijena na sličan način kao i Kelin ljubavnik Bret – ubica je zario injekciju u oko, a potom u mozak ubrizgao sonu kiselinu. Blok kaže Dilanu da u oba slučaja otisci prstiju pripadaju Filipu Krejnu, zatvoreniku koji je pre dvadeset godina pogubljen u zatvoru. Voštani čovek napada i Dilana i preti da će ubiti Gruča. Nakon što se Dilan odbrani, žuri na godišnju skupštinu filmskih dvojnika kojoj Gručo prisustvuje. Dilan se na krovu zgrade ponovo sukobljava sa Voštanim čovekom. Ovaj put ga spašava munja koja je osvetlila krov. Time, međutim, misterija ubistava nije rešena. Dilan saznaje da je ubica sama Keli. Ona pokušava da ubije i Dilana.

## Inspiracija krimi-romanima
Ideja o otiscima prstiju preuzeta je iz romana Pjera Suvestra i Marsela Alana o Fantomasu pod nazivom Mrtvac napada (fr. Le Mort qui tue) iz 1913. godine. (U bivšoj Jugoslaviji je ovaj roman objavljen u izdanju Naklade zavoda matuce Hrvatske iz Zagreba 1965. godine.)

## Inspiracija filmskim likovima
Lik Voštanog čoveka inspirisan je likom Fredija Krugera, ubice iz filmskog serijala Strava u ulici Brestova. Skupštini filmskih dvojnika prisustvuje čitav niz poznatih filmskih junaka – Stanlio i Olio, braća Bluz itd.

## Ponovno pojavljivanje Voštanog čoveka
Voštani čovek se ponovo pojavljuje u epizodi Povratak u mrak, koja je u Srbiji izašla 2023. godine.

## Prethodna i naredna epizoda
Prethodna epizoda nosi naslov Džekil (#33), a naredna Senke prošlosti (#35)